# Jan Sobotka (senátor)
Jan Sobotka (* 25. července 1961 Vrchlabí) je český politik, od roku 2018 senátor za obvod č. 39 – Trutnov a od října 2022 předseda Senátorského klubu Starostové a nezávislí, v letech 2012 až 2020 zastupitel Královéhradeckého kraje a od roku 1998 starosta města Vrchlabí, nestraník za hnutí STAN.

## Život
Základní školu a gymnázium absolvoval ve Vrchlabí. V roce 1988 dokončil VUT Brno, fakultu stavební, obor vodní stavby a vodní hospodářství. Po ukončení základní vojenské služby v roce 1989 nastoupil jako projektant do firmy Agrostav Dvůr Králové nad Labem, v roce 1990 se stal samostatným projektantem na vlastní oprávnění. V roce 1991 založil s dalšími třemi společníky firmu na výrobu mikrotenových sáčků. V roce 1992 se vzdal svého podílu a nastoupil jako vedoucí stavební výroby, která měla 25 zaměstnanců, do firmy Kobra Plus Vrchlabí. V roce 1994 nastoupil jako vedoucí stavební výroby do firmy NOVOS Hradec Králové. V roce 1995 se stal vedoucím provozu vleků ve Špindlerově Mlýně.
Je ženatý a má dva syny.

## Politické působení
V komunálních volbách v roce 1994 byl zvolen jako člen ODS zastupitelem města Vrchlabí.
V roce 1998 byl Jan Sobotka poprvé zvolen starostou Vrchlabí, v komunálních volbách uspěl na kandidátce Unie svobody. Ve volbách v roce 2002 svůj mandát v zastupitelstvu i pozici starosty obhájil. V tomtéž roce byl zvolen předsedou dobrovolného Svazku měst a obcí Krkonoše, se sídlem ve Vrchlabí. Funkci vykonává dodnes. V komunálních volbách v roce 2006 znovu kandidoval do zastupitelstva, tentokrát však na kandidátní listině SNK-ZVON. Ta vyhrála volby s 32,6 % a Jan Sobotka byl opět zvolen starostou. ZVON ve Vrchlabí svůj zisk ještě navýšil v následujících komunálních volbách v roce 2010 na 35,77 %. V komunálních volbách v roce 2014 byl jako lídr kandidátky sdružení nezávislých kandidátů „ZVON“, se ziskem 55,19 % hlasů, po páté zvolen starostou.
Ve volbách do Senátu PČR v roce 2008 kandidoval jako nestraník s podporou US-DEU, SOS a VPM v obvodu č. 39 – Trutnov. V prvním kole získal 11,55 % hlasů, skončil čtvrtý a do druhého kola nepostoupil.
V krajských volbách v roce 2012 kandidoval na společné kandidátce TOP 09 a Starostů pro Královéhradecký kraj do krajského zastupitelstva na 3. místě a získal mandát krajského zastupitele. Tento mandát v krajských volbách v roce 2016 obhájil na kandidátce koalice „Starostové a Východočeši“. Také ve volbách v roce 2020 mandát krajského zastupitele obhajoval, ale tentokrát neuspěl.
Ve volbách do Poslanecké sněmovny PČR v roce 2017 kandidoval za Starosty a nezávislé v Královéhradeckém kraji na 4. místě kandidátky. Posbíral 1 228 preferenčních hlasů, ale nebyl zvolen.
V listopadu 2017 oznámil záměr kandidovat jako nestraník za hnutí STAN v doplňovacích volbách do Senátu PČR v lednu 2018 v obvodu č. 39 – Trutnov, které se uvolnilo zvolením Jiřího Hlavatého do Poslanecké sněmovny. Podporu pro svou kandidaturu získal také od dalších pravostředových stran – ODS, KDU-ČSL a TOP 09. V prvním kole získal 33,51 % hlasů, a postoupil tak z prvního místa do druhého kola, v němž se utkal s nestraníkem za hnutí ANO 2011 Jiřím Hlavatým. Před druhým kolem jej podpořili neúspěšní kandidáti z prvního kola Klára Sovová (NEI), Jaroslav Dvorský (Piráti), Blanka Horáková (ODA) a Karel Šklíba (ČSSD). Druhé kolo vyhrál ziskem 67,11 % a dnem zvolení získal senátorský mandát.
V komunálních volbách v roce 2018 obhájil post zastupitele města Vrchlabí, když jako nestraník vedl kandidátku subjektu "Z V O N". Na konci října 2018 byl opět zvolen starostou města. Ve volbách do Senátu PČR v roce 2020 obhajoval jako nestraník za hnutí STAN mandát senátora v obvodu č. 39 – Trutnov. V prvním kole získal 41,71 % hlasů, a postoupil tak z 1. místa do druhého kola, v němž porazil kandidáta hnutí ANO 2011 Jana Jarolíma poměrem hlasů 74,58 % : 25,41 %, a zůstal tak senátorem.
V Senátu je členem Organizačního výboru, Výboru pro zahraniční věci, obranu a bezpečnost a Podvýboru pro sport Výboru pro vzdělávání, vědu, kulturu, lidská práva a petice.
V komunálních volbách v roce 2022 vedl ve Vrchlabí kandidátku sdružení nezávislých kandidátů „ZVON“. Mandát zastupitele města obhájil. V říjnu 2022 se stal opět starostou města.
Po volbách do Senátu PČR v roce 2022 byl 2. října 2022 zvolen předsedou Senátorského klubu Starostové a nezávislí. Bývalý předseda klubu Petr Holeček totiž neobhájil mandát senátora.
V červnu 2023 byl zvolen členem dozorčí komise Národní sportovní agentury.